# Taibai (köpinghuvudort i Kina, Jiangxi Sheng, lat 29,09, long 117,69)
Taibai är en köpinghuvudort i Kina. Den ligger i provinsen Jiangxi, i den sydöstra delen av landet, omkring 180 kilometer öster om provinshuvudstaden Nanchang. Antalet invånare är 13 813. Befolkningen består av 6 754 kvinnor och 7 059 män. Barn under 15 år utgör 20,0 %, vuxna 15-64 år 71 %, och äldre över 65 år 8,0 %.
Runt Taibai är det ganska tätbefolkat, med 144 invånare per kvadratkilometer. Närmaste större samhälle är Sizhou, 5,0 km söder om Taibai. I omgivningarna runt Taibai växer i huvudsak blandskog.
Genomsnittlig årsnederbörd är 2 672 millimeter. Den regnigaste månaden är juni, med i genomsnitt 444 mm nederbörd, och den torraste är oktober, med 51 mm nederbörd.